# The Word Is Live
A The Word Is Live a Yes harmadik, három lemezes box setje, ami 2005-ben jelent meg. A címe a Time and a Word című szám egy részletére ("The word is love") utal.

## Számok

### Első lemez
1. Then (Jon Anderson) – 5:25
2. For Everyone (Jon Anderson/Chris Squire) – 4:44
  - Az 1-es és 2-es szám egy 1970-es BBC-felvétel
3. Astral Traveller (Jon Anderson) – 7:24
4. Everydays (Stephen Stills) – 11:01
  - A 3-as és 4-es szám egy 1971-es Göteborgi koncerten lett felvéve
5. Yours Is No Disgrace (Jon Anderson/Chris Squire/Steve Howe/Tony Kaye/Bill Bruford) – 11:45
6. I’ve Seen All Good People – 7:52
  1. Your Move (Jon Anderson)
  2. All Good People (Chris Squire)
7. America (Paul Simon) – 16:21
8. It's Love (Felix Cavaliere/Eddie Brigati) – 11:07
  - Az 5-ös, 6-os, 7-es és 8-as szám egy 1970-es londoni koncerten lett felvéve

### Második lemez
1. Apocalypse (Jon Anderson/Chris Squire/Steve Howe/Bill Bruford) – 3:08
2. Siberian Khatru (Jon Anderson; Themes by Jon Anderson/Steve Howe/Rick Wakeman) – 10:10
3. Sound Chaser (Jon Anderson/Chris Squire/Steve Howe/Alan White) – 11:17
  - Az 1-es, 2-es és 3-as szám egy 1976-os detroiti koncerten lett felvéve
4. Sweet Dreams (Jon Anderson/David Foster) – 6:22
  - A 4-es szám egy 1975-ös londoni koncerten lett felvéve
5. Future Times/Rejoice – 6:59
  - A. Future Times (Jon Anderson/Chris Squire/Steve Howe/Rick Wakeman/Alan White)
  - B. Rejoice (Jon Anderson)
6. Circus of Heaven (Jon Anderson) – 4:52
  - Az 5-ös és 6-os szám egy 1978-as oaklandi koncerten lett felvéve
7. The Big Medley: Time and a Word/Long Distance Runaround/Survival/The Fish (Jon Anderson/David Foster/Chris Squire) – 25:53
  - A 7-es szám egy 1978-as inglewoodi koncerten lett felvéve
8. Hello Chicago (Jon Anderson/Chris Squire/Steve Howe/Rick Wakeman/Alan White) – 2:11
9. Roundabout (Jon Anderson/Steve Howe) – 8:42
  - A 8-as és 9-es szám egy 1979-es chicagoi koncerten lett felvéve

### Harmadik lemez
1. Heart of the Sunrise (Jon Anderson/Chris Squire/Bill Bruford) – 10:56
  - Az 1-es szám egy 1978-as oaklandi koncerten lett felvéve
2. Awaken (Jon Anderson/Steve Howe) – 17:53
  - A 2-es szám egy 1979-es chicagói koncerten lett felvéve
3. Go Through This (Steve Howe) – 4:21
4. We Can Fly from Here (Geoff Downes/Trevor Horn) – 6:46
5. Tempus Fugit (Geoff Downes/Trevor Horn/Steve Howe/Chris Squire/Alan White) – 5:53
  - A 3-as, 4-es és 5-ös egy 1980-as New York-i koncerten lett felvéve
6. Rhythm of Love (Jon Anderson/Chris Squire/Trevor Rabin/Tony Kaye) – 6:42
7. Hold On (Jon Anderson/Chris Squire/Trevor Rabin) – 7:24
8. Shoot High, Aim Low (Jon Anderson/Chris Squire/Trevor Rabin/Tony Kaye/Alan White) – 8:27
9. Make It Easy/Owner of a Lonely Heart (Jon Anderson/Chris Squire/Trevor Rabin/Trevor Horn) – 6:09
  - A 6-os, 7-es, 8-as és 9-es szám egy 1988-as houstoni koncerten lett felvéve